# Kokoro ga sakebitagatterun da.
Kokoro ga sakebitagatterun da. (心が叫びたがってるんだ。? lett. "Il cuore vuole gridare."), in inglese The Anthem of the Heart - Beautiful Word Beautiful World, è un film d'animazione del 2015 diretto da Tatsuyuki Nagai.
Pellicola prodotta dalla A-1 Pictures e sceneggiata da Mari Okada. L'anime, anche noto con l'abbreviazione Kokosake (ここさけ?), è stato creato dallo stesso staff che ha lavorato ad Ano Hana.

## Trama
Nella cittadina rurale di Chichibu abita una ragazzina di nome Jun Naruse. Da bambina aveva la tendenza a gridare e parlare liberamente, esprimendo i suoi sentimenti in modo diretto, così facendo però finiva sempre per ferire le altre persone. Un giorno, una creatura fatata a forma di uovo afferma di poter risolvere il suo problema e così, dopo che Jun accetta il suo aiuto, questi le toglie la facoltà di parlare.
La vita di Jun cambierà di nuovo alle scuole superiori, quando scoprirà cosa sono la musica e l'amicizia.

## Personaggi
- Jun Naruse (成瀬 順?, Naruse Jun)
- Takumi Sakagami (坂上 拓実?, Sakagami Takumi)
- Natsuki Nitō (仁藤 菜月?, Nitō Natsuki)
- Daiki Tasaki (田崎 大樹?, Tasaki Daiki)
- Izumi Naruse (成瀬 泉?, Naruse Izumi)
- Kazuki Jōshima (城嶋 一基?, Jōshima Kazuki)

## Distribuzione
Kokoro ga sakebitagatterun da. è uscito nei cinema giapponesi il 19 settembre 2015. Negli Stati Uniti, il film è stato annunciato dalla Aniplex of America al Katsucon 2015.